# اکسی‌مورونز

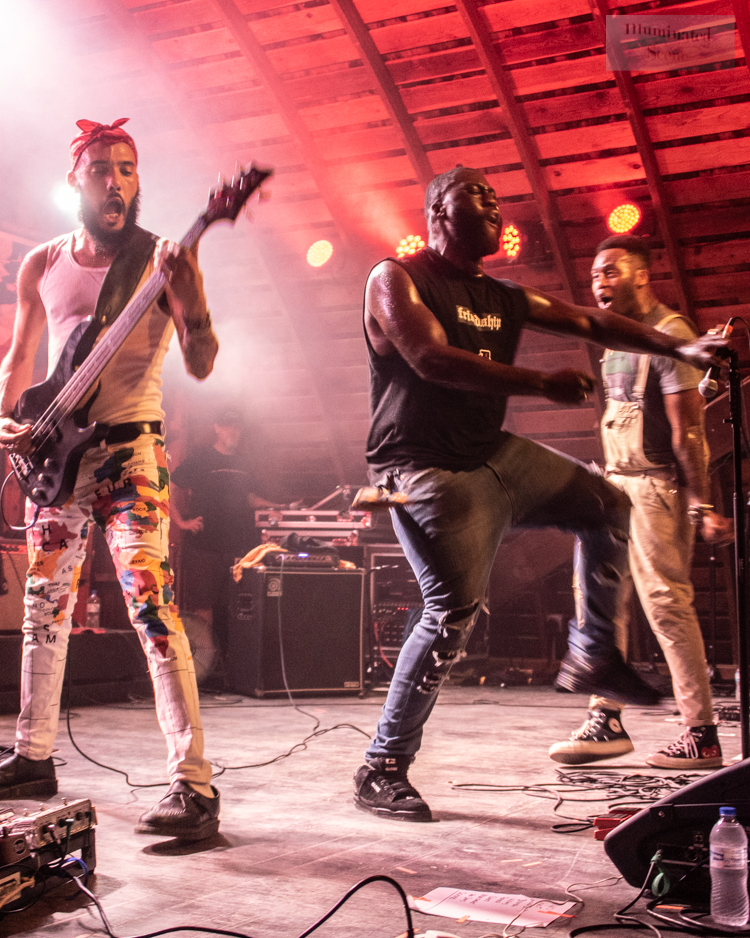
اکسی‌مورونز

اکسی‌مورونز (به انگلیسی: Oxymorrons)، یک گروه هیپ هاپ آلترناتیو آمریکایی از کوئینز، نیویورک است، که متشکل از خواننده دمی «دیی» و برادر کامی «کی»، درامر متی مایز و گیتاریست آواز / باسیست جیف پائولینو است.